# Hexatoma (Eriocera) bruneri
Hexatoma (Eriocera) bruneri is een tweevleugelige uit de familie steltmuggen (Limoniidae). De soort komt voor in het Neotropisch gebied.